# Il mare (Bagno in mare)
Il mare (Bagno in mare) è un film dei fratelli Auguste e Louis Lumière, compreso tra i dieci film che vennero proiettati al primo spettacolo pubblico di cinematografo del 28 dicembre 1895 al Salon indien du Grand Café al numero 14 del Boulevard des Capucines a Parigi.
Brevi filmati semi-documentari come questo, che ritraevano gruppi di bambini, furono molto popolari agli inizi del cinema. I bambini (i cui nomi non sono accreditati) interpretano se stessi con molta naturalezza.

## Trama
Il film mostra tre ragazzi (che poi diventano quattro, cinque) che da un trampolino (un'asse tenuta da pali) si tuffano ripetutamente in mare.

## La critica
Georges Sadoul:
(Georges Sadoul, Storia del cinema mondiale, p. 34.)
Gianni Rondolino:
(Gianni Rondolino, Manuale di storia del cinema,, p. 17.)